# Madonna trên Late Show with David Letterman

Sự xuất hiện gây tranh cãi lớn của Madonna trên chương trình Late Show with David Letterman đã giúp tập phát sóng trở thành một trong những tập có số lượng khán giả cao nhất về đêm.

Madonna đã từng xuất hiện trên chương trình Late Show with David Letterman vào ngày 31 tháng 3 năm 1994, cùng ngôn ngữ thô tục của mình, gồm 12-13 lần dùng từ "fuck", cô đã giúp tập phát sóng trở thành tập được kiểm duyệt nhiều nhất trong lịch sử các chương trình phỏng vấn trên truyền hình Mỹ; đây đồng thời cũng là tập phim thu hút khán giả nhất của Letterman.
Ngôn ngữ và cách hành xử mang tính khiêu dục của Madonna xảy ra rất hiển nhiên, gồm những câu nói hai nghĩa, rồi kết thúc bằng việc cô từ chối rời trường quay—những hành động này đã gây ra một tranh cãi rất lớn cho cộng đồng. Ủy ban Truyền thông Liên bang đã nhận được rất nhiều lời phàn nàn, cho rằng những lời châm biếm của Letterman thật đáng chỉ trích vì "mọi người không muốn ngôn ngữ mạnh trong nhà họ khi họ đang coi chương trình truyền hình về đêm."

## Nội dung buổi phát sóng
Madonna xuất hiện lần đầu tiên trên chương trình Letterman khi cô là một khách mời vào năm 1988 với diễn viên hài Sandra Bernhard. Sau đó, cô đã tiếp tục trở thành khách mời của tập phát sóng ngày 31 tháng 3 năm 1994 trong The Late Show, đánh dấu lần đầu tiên cô xuất hiện trên truyền hình Mỹ năm đó.
Letterman đã giới thiệu về Madonna trước khi cô xuất hiện trong trường quay:
Vị khách đầu tiên của chúng ta tối nay là một trong những ngôi sao lớn của thế giới, trong 10 năm qua cô đã bán được hơn 80 triệu album, xuất hiện trong rất nhiều bộ phim và quan hệ với một số tên tuổi lớn trong ngành giải trí.

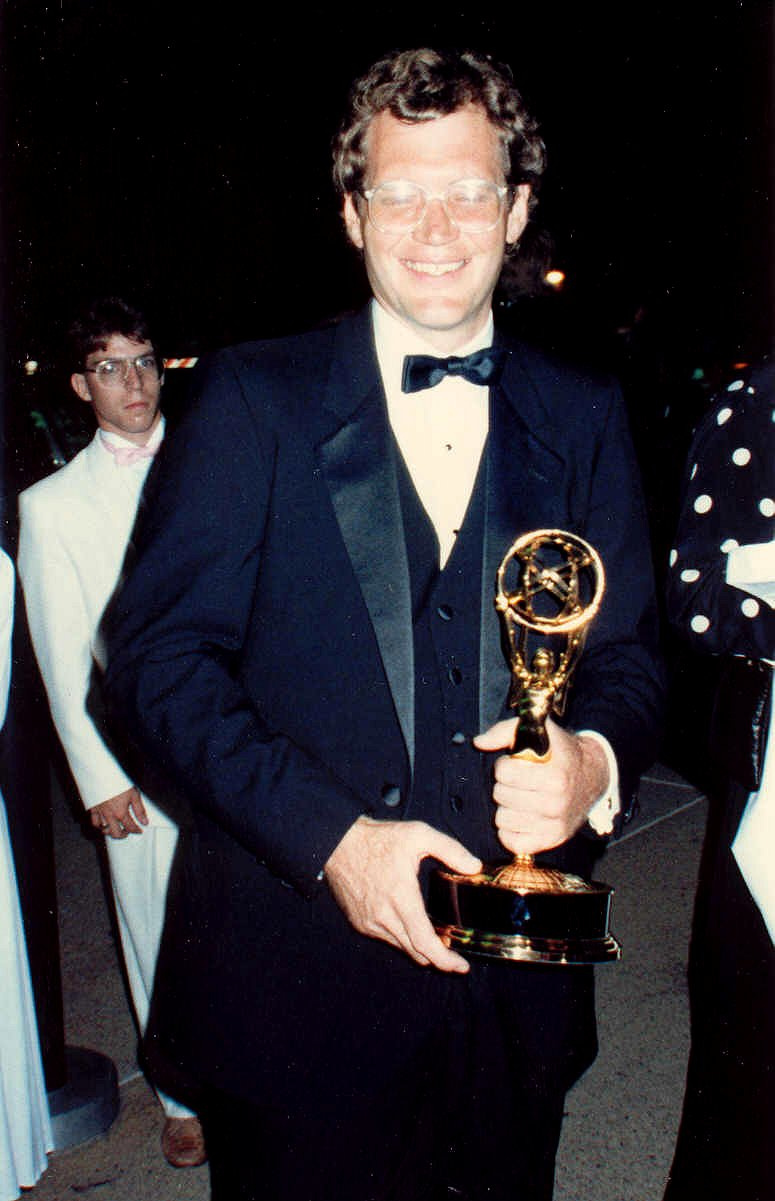
Letterman đã nói móc về đời sống tình dục của Madonna ở phần giới thiệu của buổi phỏng vấn.

Paul Shaffer sau đó đã phản ứng lại rằng "cô ấy là khách mời của anh mà!... Thôi nào, cô ấy là khách mời của anh đấy!", Letterman tiếp tục trả lời rằng, "mọi thứ đều ổn cả, cứ thư giãn, được chứ?". Madonna sau đó đã xuất hiện tại sân khấu chính trong nền nhạc của bài hát "Holiday" khi trong tay cô đang cầm chiếc quần lót của mình, bắt Letterman phải ngửi chúng trong buổi phỏng vấn. Sau khi cô xuất hiện, Letterman đã hỏi ý kiến cô về việc hôn một khán giả nam; nhưng Madonna đã từ chối. Letterman sau đó đã trêu chọc về sự từ chối của cô và chuyển sang một chủ đề khác, nhưng cô đã nhanh chóng đáp lại rằng, "Incidentally, you are a sick fuck. I don't know why I get so much shit." (tạm dịch: "Tình cờ, anh là một thằng khốn bệnh hoạn. Tôi không hiểu sao mình lại nhận nhiều thứ quái gở thế này.")
Letterman sau đó đã hỏi về cuộc sống đời tư của cô, chuyện cô quan hệ với một vài cầu thủ NBA. Madonna sau đó đã trả lời anh với một vài câu nói bóng gió rằng "cái micro [trên cao] thật là dài"; Letterman sau đó đã tiếp tục hỏi cô về tình bạn của mình với Charles Barkley. Nhưng khi anh chuyển chủ đề khác và hỏi cô về nhẫn xỏ mũi một cách mơ hồ rằng, "Did it hurt when you had that thing put in, uh, put in your nose?" (tạm dịch: "Bạn có bị đau khi có cái thứ ở trong, ờ, ở trong mũi bạn chứ?"), Madonna sau đó đã cười và nói rằng "I thought you were going to ask me if it hurt something else..." (tạm dịch: "Tôi tưởng anh sẽ hỏi tôi có bị đau ở chỗ khác...") và nhận được những lời than vãn của khán giả trong phòng quay.
Trước khi đến phần quảng cáo (Madonna đã từ chối việc phát quảng cáo, cho rằng cô muốn "phá vỡ luật lệ" của truyền hình Mỹ), cô đã hỏi Letterman rằng có phải anh đang đội một bộ tóc giả hay không; sau đó, Letterman đã không bỏ lỡ cơ hội của mình, trêu chọc mái tóc ngắn được đánh bóng của cô là một chiếc mũ bơi.

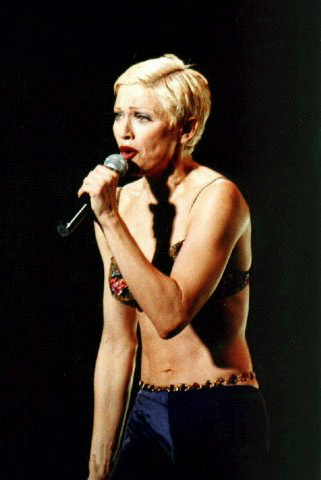
Bởi hành vi không đúng mực của mình, Madonna đã nhận được nhiều lời phàn nàn của khán giả trong trường quay.

Sau phần quảng cáo, Letterman mời Madonna hút xì-gà, nhưng cô lại cho rằng anh đã thay đổi sau lần gặp trước, rằng anh không hề "tuyệt vời" hay thách thức khác mời của mình. Letterman sau đó hỏi việc gì thực sự làm phiền cô trong chương trình; Madonna đã đáp lại rằng cô rất tức giận khi anh luôn lấy đời sống tình dục của cô ra để trêu chọc thường xuyên.
Khi Madonna tiếp tục chửi thề, đạo diễn đã quay một cặp vợ chồng lớn tuổi từ Appleton, Wisconsin khi cả hai đều bị sốc bởi ngôn ngữ của Madonna. Sau đó, chương trình đã trình chiếu đoạn video khi Madonna đang đạp xe khỏa thân.
Sau phần quảng cáo thứ hai, Madonna hỏi Letterman rằng anh có bao giờ đi tiểu trong khi tắm vòi hoa sen, cho đó là một chất khử trùng cho chân của các vận động viên.
Trong buổi phỏng vấn, Letterman có hỏi Madonna rằng liệu cô có bạn trai chưa ("Are you currently interested in someone?"; tạm dịch: "Hiện tại bạn có để ý ai không nhỉ?"). Cô trả lời rằng là có, nhưng đến khi được hỏi tên của người đàn ông ấy thì cô đáp lại rằng là "Dave." Letterman sau đó đã "đánh trống lãng" bằng cách hỏi cô về David Dinkins, cựu thị trưởng của New York.
Gần khúc cuối của buổi trò chuyện, cô đồng thời cũng hỏi Letterman rằng anh có hút "Endo", tiếng lóng ngụ ý cần sa. Tỏ vẻ không thoải mái, anh nói với cô rằng anh không hề biết nó là gì; Madonna lại cho rằng anh đang nói dối, khiến Letterman diễn tả lại hành động của Johnny Carson khi gặp những câu trả lời gây bối rối.
Khi Madonna từ chối rời khỏi trường quay, mọi khán giả đã chế giễu cô, trong đó có một người la lên "cút đi". Nhưng cô vẫn không hề rời khỏi ghế ngồi của mình; thay vào đó, chương trình lại chiếu một đoạn quảng cáo thứ ba, sau khi Madonna rời bỏ. Letterman nói đùa rằng, "Coming up in the next half hour, Mother Teresa is going to drop by." (tạm dịch: "Nửa tiếng nữa, Mẹ Teresa sẽ đến đây ghé thăm.") Sau đó anh nhìn vào thẻ thông tin của mình và giễu cợt rằng, "Oh, I see we've been canceled, there is no show tomorrow night." (tạm dịch: "Ôi, chúng ta đã bị hoãn rồi, không còn chương trình nào tối mai nữa.")
Khách mời tiếp theo, nhà vô địch Đóng bao tạp hóa của Hoa Kỳ năm ấy, đã được lên lịch xuất hiện trên chương trình tối hôm ấy, nhưng phân đoạn của anh đã bị cắt vì Madonna từ chối rời khỏi sân khấu khi buổi phỏng vấn kết thúc. Cuối cùng, Counting Crows đã kết thúc chương trình bằng bài "Round Here".

## Sau buổi phát sóng
Madonna sau đó đã bù đắp lại bằng việc cùng Letterman lên sân khấu của lễ trao giải MTV Video Music Awards năm 1994. Trong một buổi phỏng vấn với Bob Guccione, Jr. cho tạp chí Spin mùa thu năm 1995, Madonna đã biện hộ cho bản thân rằng: "Bạn thấy một người đang vênh váo và bạn không được nói 'fuck' sao? Như thế thật là đạo đức giả. Sự thật là mọi người đều có thể đếm số lần tôi nói 'fuck'—điều đó thật nhỏ nhen... Một chuyện khác rất nực cười là David Letterman đã biết trước là tôi sẽ làm điều đó. Tôi có nói chuyện với những nhà sản xuất của chương trình. Mọi người cứ như, sẽ rất vui nếu cô nói 'fuck' nhiều lần, họ chỉ sẽ 'bíp' cô thôi. Đúng, tôi đã ra ngoài và bắt đầu làm điều đấy, David đã rất hoảng loạn. Cách anh ấy giới thiệu đã xúc phạm tôi, tất cả mọi chuyện là, được thôi, nếu đây là cách anh muốn chơi tôi, thì anh sẽ không thắng trò này đâu."
Trong buổi phỏng vấn tiếp theo với tờ USA Today, Letterman có chia sẻ rằng Madonna đã gửi một tờ fax cho anh vào ngày sinh nhật của mình một thời gian ngắn sau khi tập phim được trình chiếu. "Nó cũng như thế thôi," anh tiết lộ. "'Happy fucking birthday. Have a nice fucking day.' I know she was trying to be funny about it." (tạm dịch: "'Chúc mừng ngày sinh nhật khốn kiếp. Có một ngày sinh nhật khốn kiếp tốt đẹp nhé.' Tôi biết thế nào cô ấy cũng sẽ cố gắng giễu cợt về điều đó mà.") Bản fax được gửi ngày 12 tháng 4 năm 1994 ghi:
"Happy Fucking Birthday Dave!
glad you could get so much mileage out of the fucking show. Next time you need some Fucking publicity, just give me a fucking call.
love
the anti-christ
M. xx"
Buổi trò chuyện đã được xuất hiện trong văn hóa đại chúng. Ví dụ, tập phim của The Critic mang tựa "Sherman, Woman and Child", Madonna được xuất hiện một cách xúc phạm trong Humphrey the Hippo.

### Những buổi xuất hiện kế tiếp

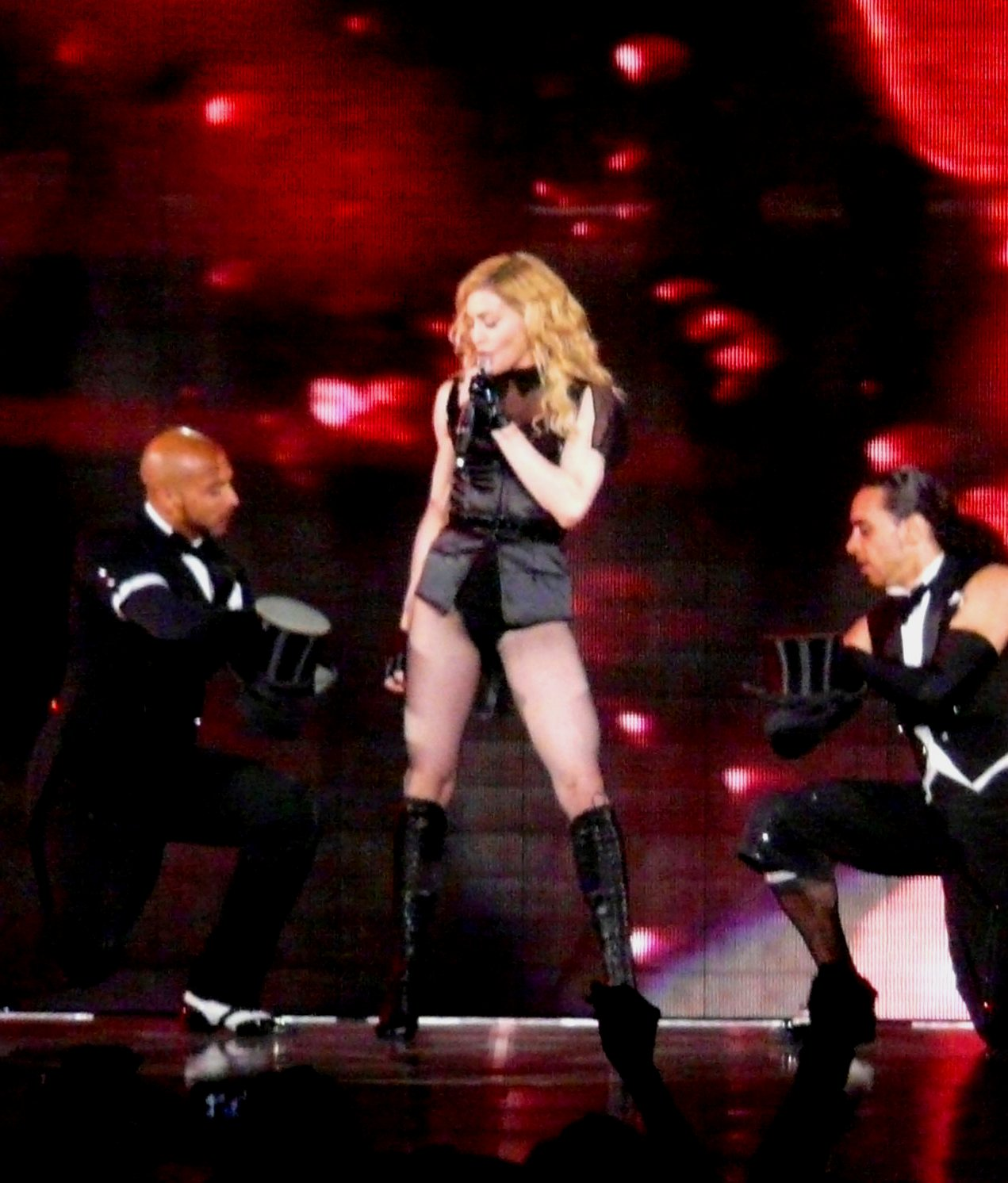
Lần xuất hiện năm 2009 là lần xuất hiện mới nhất của Madonna trên Late Show with David Letterman.

Sau tai nạn này, Madonna đã xuất hiện bất chợt trong chương trình của anh vào năm 1995 để đưa Letterman kẹo và quà nhân dịp Ngày Valentine. Cô đồng thời cũng công bố rằng, "I'm a changed woman since I met you" (tạm dịch: "Tôi đã là một người phụ đổi thay kể từ khi tôi gặp anh"), khiến Letterman sung sướng reo mừng, "Yes!". Nhưng sau đó, Madonna đã nói thêm rằng, "And I'm not going to say 'fuck' anymore." (tạm dịch: "Và tôi sẽ không nói 'fuck' nữa.") Đến năm 1998, Madonna đã xuất hiện ở vị trí thứ 3 trong danh sách của Letterman - "10 điều mà phụ nữ thích ở Dave."
Madonna sau đó đã tiếp tục trở lại vào ngày 3 tháng 11 năm 2000 cho buổi phỏng vấn đầu tiên của mình kể từ buổi trò chuyện gây tranh cãi năm 1994 để quảng bá album mới, Music (2000). Cả hai đều đề cập đến buổi phỏng vấn trước đó nhưng với giọng điệu giễu cợt và một cách nhìn khách quan. Madonna có nhấn mạnh rằng đó là một phần của "thời kỳ nổi loạn" của cô, trong khi Letterman thừa nhận rằng nay anh đã hiểu vì sao Madonna cảm giác bị đánh bại bởi các bài báo trong thời điểm ấy và Letterman cũng là một trong những lý do gây nên điều này. Madonna lại kết luận rằng cả hai đều có "một phút yếu lòng", khiến cả khán giả và Letterman phải nực cười. Trước khi cô trình diễn đĩa đơn "Don't Tell Me", Letterman đùa rằng, "I still have the panties. We had to put them in the vault upstairs, because people were trying to swipe them from me" (tạm dịch: "Tôi vẫn giữ chiếc quần lót ấy đấy. Chúng tôi đã để trưng ở trên lầu, vì mọi người đều muốn ăn cắp thứ đấy."). Madonna lại tỏ vẻ không thoải mái, nói rằng, "I won't rise to that bait" (tạm dịch: "Tôi sẽ không nổi dậy bởi miếng mồi đấy đâu."). Madonna sau đã xuất hiện lần tiếp theo vào ngày 11 tháng 11 năm 2003 để quảng bá cho cuốn sách thiếu nhi của mình, Mr. Peabody's Apples. Trước khi cô xuất hiện, Letterman đã chia sẻ rằng anh "không hề muốn bất cứ giây phút kỳ quặc nào cả."
Vào ngày 11 tháng 1 năm 2007, Madonna tiếp tục xuất hiện một lần nữa để quảng bá bộ phim mới nhất của mình, Arthur and the Invisibles. Cả hai một lần nữa trêu cười về tập phát sóng tai tiếng năm 1994. Khi Letterman hỏi Madonna rằng, "Bạn nghĩ như thế nào khi tất cả những người nổi tiếng tương tự như Britney Spears, không mặc quần lót?", Madonna đáp lại, "Trời bên ngoài lạnh lắm. Có lẽ anh nên đưa chúng cho Britney." Madonna sau đó đã tiếp tục xuất hiện vào ngày 30 tháng 9 năm 2009 nhằm quảng bá cho tuyển tập Celebration. Trong tập phim, cả hai đều nhắc đến phần xuất hiện năm 1994 và cũng nhau xuống phố và ăn pizza chay cũng như cùng uống rượu martini.